# Список послов России в Бадене
В статье представлен список послов России в Бадене.

## Хронология дипломатических отношений
- 18?? г. — установлены дипломатические отношения.
- 19 июля 1914 года — дипломатические отношения разорваны после объявления Германией войны России.

## Список послов
| Срок полномочий                    | Посол                                    | Годы жизни | Комментарии                                        |
| ---------------------------------- | ---------------------------------------- | ---------- | -------------------------------------------------- |
| 18 июня 1803 — декабрь 1807        | Пётр Фёдорович Мальтиц                   | 1753—1826  | Посланник                                          |
| 23 января 1808 — 27 декабря 1810   | Егор Михайлович Рябинин                  | 1768—1827  | Посланник                                          |
| 1 марта 1811 — январь 1815         | Пётр Фёдорович Мальтиц                   | 1753—1826  | Посланник                                          |
| 10 июня 1815 — 22 января 1817      | Пётр Фёдорович Мальтиц                   | 1753—1826  | Посланник                                          |
| 22 января 1817 — 22 января 1818    | Юрий Александрович Головкин              | 1762—1846  | Посланник                                          |
| 9 ноября 1818 — 18 сентября 1820   | Пётр Борисович Козловский                | 1783—1840  | Посланник                                          |
| 1819 — 1828                        | Густав Антонович Струве                  | 1763—1828  | Поверенный в делах                                 |
| 18 сентября 1820 — 28 февраля 1825 | Константин Христофорович Бенкендорф      | 1785—1828  | Посланник                                          |
| 10 января 1829 — 11 февраля 1846   | Павел Фёдорович Мольтке                  | 1786—1846  | Поверенный в делах                                 |
| 26 февраля 1846 — 13 февраля 1854  | Иван Петрович Озеров                     | 1806—1880  | Поверенный в делах                                 |
| 13 февраля 1854 — 20 июля 1865     | Николай Аркадьевич Столыпин              | 1814—1884  | Поверенный в делах                                 |
| 20 июля 1865 — 13 декабря 1869     | Вильгельм Августович Коцебу              | 1813—1887  | Поверенный в делах                                 |
| 13 декабря 1869 — 29 мая 1870      | Пётр Александрович Сабуров               | 1835—1918  | Поверенный в делах                                 |
| 4 июля 1870 — 4 января 1871        | Феликс Казимирович Мейендорф             | 1834—1871  | Поверенный в делах                                 |
| 3 июля 1871 — 7 декабря 1882       | Иван Петрович Колошин                    | 182?—1891  | Поверенный в делах до 26 мая 1876, затем посланник |
| 5 мая 1883 — 27 марта 1884         | Егор Егорович Стааль                     | 1822—1907  | Посланник                                          |
| 2 апреля 1884 — 9 апреля 1892      | Владимир Александрович Фредерикс         | 1837—1892  | Посланник                                          |
| 28 июля 1892 — 31 октября 1895     | Эрнест Карлович Коцебу                   | 1838—1914  | Посланник                                          |
| 31 октября 1895 — 28 октября 1897  | Григорий Львович Кантакузен              | 1843—1902  | Посланник                                          |
| 28 октября 1897 — 2 апреля 1912    | Дмитрий Адольфович Эйхлер                | 1853—1932  | Поверенный в делах до 1903, затем министр-резидент |
| 1912 — 19 июля 1914                | Николай Александрович Бреверн де Лагарди | 1856—1929  | Министр-резидент                                   |